# Ползунов (лунный кратер)
Кратер Ползунов (лат. Polzunov) —  крупный древний ударный кратер в северном полушарии обратной стороны Луны. Название присвоено в честь русского изобретателя Ивана Ивановича Ползунова (1728—1766) и утверждено Международным астрономическим союзом в 1970 г. Образование кратера относится к донектарскому периоду.

## Описание кратера

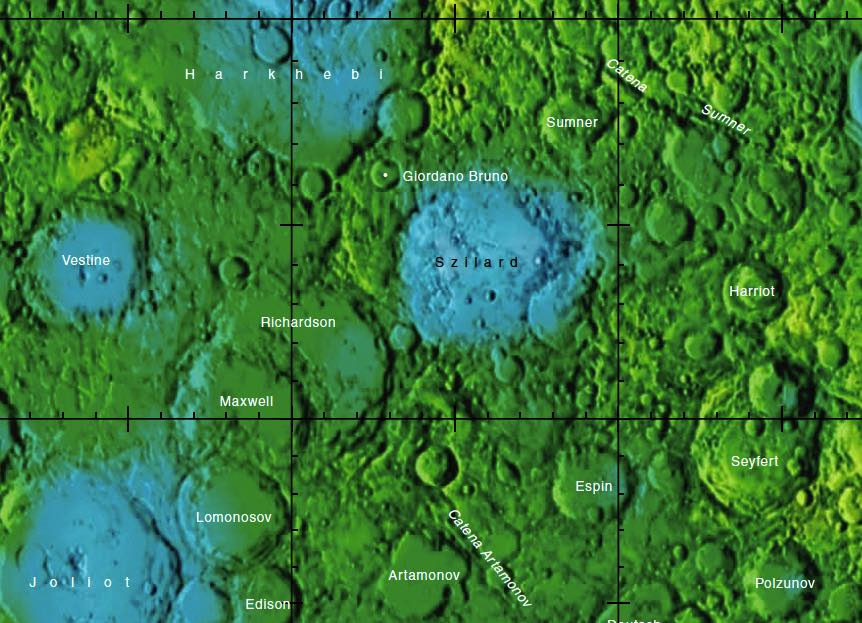
Окрестности кратера Ползунов. Фрагмент карты обратной стороны Луны.

Ближайшими соседями кратера являются кратер Дейч на западе-юго-западе; кратер Сейферт на севере; кратер Иннес на северо-востоке и кратер Олькотт на юге-юго-востоке. Селенографические координаты центра кратера 25°34′ с. ш. 115°01′ в. д. / 25,57° с. ш. 115,01° в. д., диаметр 66,5 км, глубина 2,7 км.
Кратер имеет близкую к циркулярной форму с небольшим выступом в восточной части и значительно разрушен. Вал сглажен, отмечен множеством мелких кратеров. Внутренний склон вала широкий, несколько неравномерный по ширине. Высота вала над окружающей местностью достигает 1260 м, объем кратера составляет приблизительно 3900 км³. Дно чаши сравнительно ровное, без приметных структур.

## Сателлитные кратеры
| Ползунов | Координаты                                              | Диаметр, км |
| -------- | ------------------------------------------------------- | ----------- |
| J        | 23°37′ с. ш. 117°26′ в. д. / 23,61° с. ш. 117,44° в. д. | 30,6        |
| N        | 23°52′ с. ш. 114°14′ в. д. / 23,86° с. ш. 114,23° в. д. | 34,5        |

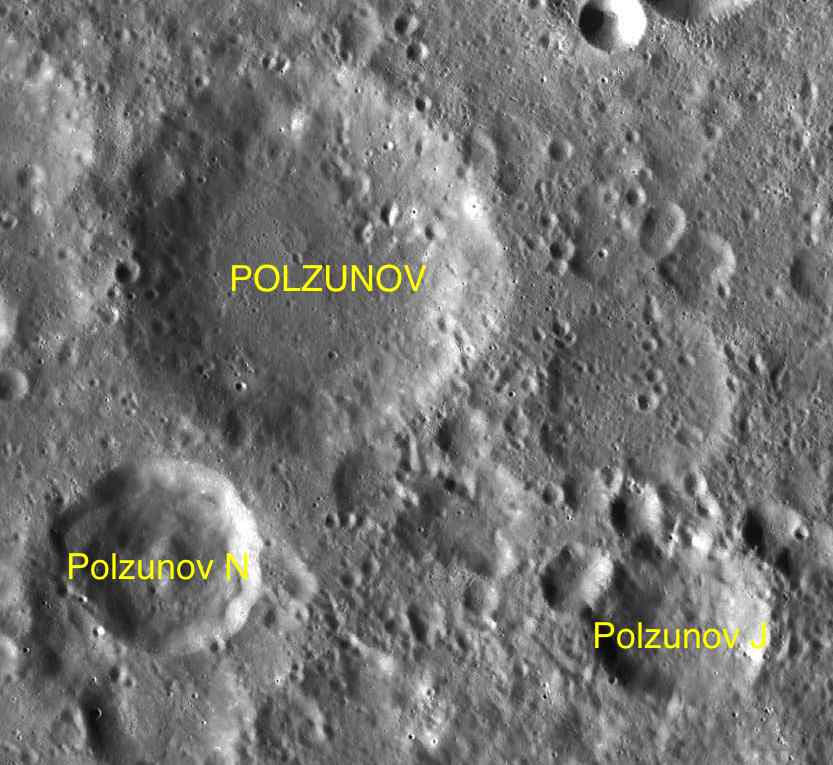
Фрагмент карты LAC-47.

- Образование сателлитного кратера Ползунов N относится к раннеимбрийскому периоду[1].